# Bítov (Znojmói járás)
Bítov település Csehországban, a Znojmói járásban. Bítov Dešov, Chvalatice, Starý Petřín, Oslnovice, Zblovice és Vysočany településekkel határos. Lakosainak száma 136 fő (2024. január 1.).

## Népesség
A település lakosságának változását az alábbi diagram mutatja:
| Lakosok száma | 346  | 384  | 416  | 217  | 194  | 154  | 157  | 143  | 133  | 136  |
|               | 1869 | 1890 | 1921 | 1950 | 1980 | 2001 | 2017 | 2019 | 2022 | 2024 |